# Arthrobotrys oligosporus

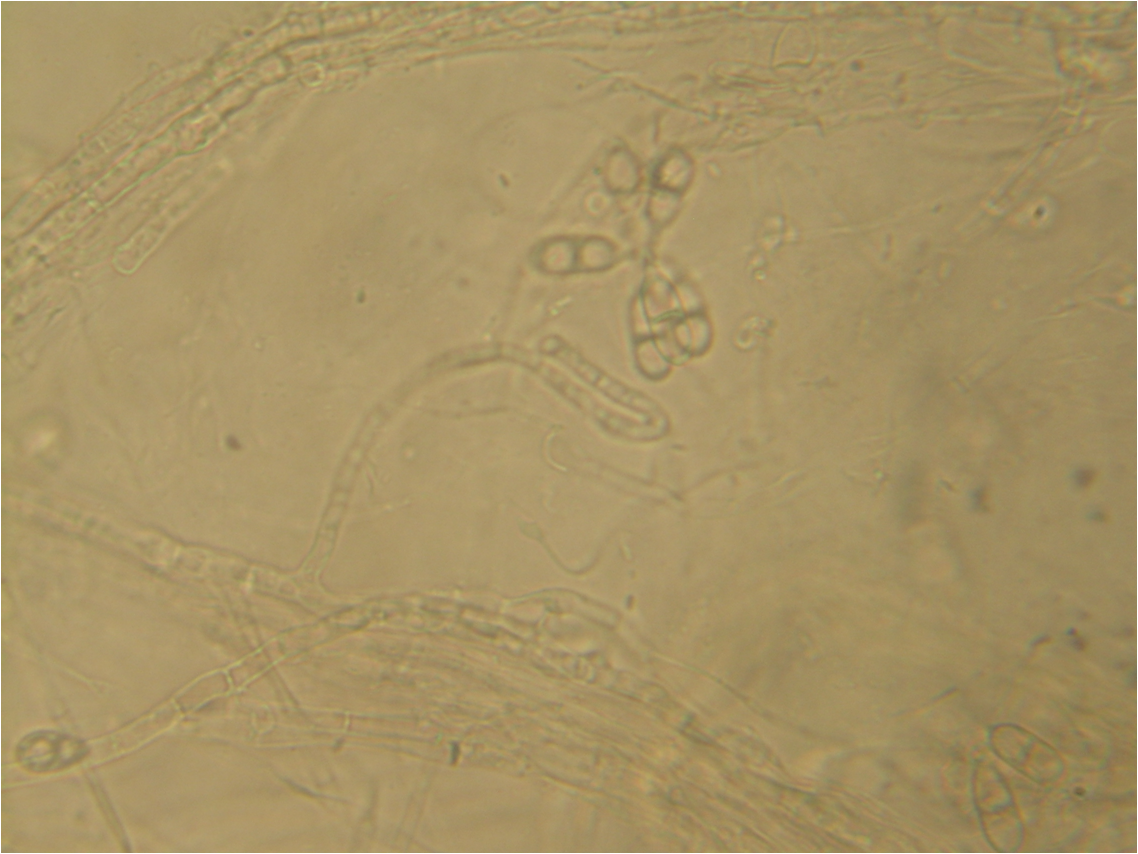
Strzępki i zarodniki pod mikroskopem

Arthrobotrys oligosporus Fresen. – gatunek workowców. Grzyb mięsożerny.

## Systematyka i nazewnictwo
Pozycja w klasyfikacji według Index Fungorum: Orbiliaceae, Orbiliales, Orbiliomycetidae, Orbiliomycetes, Pezizomycotina, Ascomycota, Fungi.
Po raz pierwszy zdiagnozował go w 1832 r. Lewis Schweinitz nadając mu nazwę Dothidea pomigena. Obecną, uznaną przez Index Fungorum nazwę nadał mu 1920 r. Arthur Samuel Colby.
Synonimy:
- Arthrobotrys globosporus var. microsporus (Soprunov) Mekht. 1964
- Arthrobotrys globosporus var. sarmaticus Jarow. 1970
- Arthrobotrys microsporus (Soprunov) Mekht. 1998
- Arthrobotrys microsporus (Soprunov) Mekht. 1971
- Arthrobotrys oligosporus var. microsporus (Soprunov) Oorschot 1985
- Arthrobotrys oligosporus var. sarmaticus (Jarow.) Oorschot 1985
- Arthrobotrys superbus var. oligosporus (Fresen.) Coem. 1863
- Didymozoophaga oligospora (Fresen.) Soprunov & Galiulina 1951
- Didymozoophaga oligospora var. fusiformis Soprunov & Galiulina 1951
- Trichothecium globosporum var. microsporum Soprunov, 1958

## Morfologia i tryb życia
Arthrobotrys oligosporus występuje w glebie. Tworzy ze swoich strzępek specjalną sieć strzępkową tworzącą zamknięte pętle. Gdy penetrujący glebę w poszukiwaniu pożywienia nicień wpełźnie w pierścień, komórki go tworzące w błyskawicznym tempie zaczynają pochłaniać wodę ze środowiska, wskutek czego 3-krotnie zwiększają swoją objętość. Uduszony nicień ginie, a grzybnia rozrasta się wewnątrz ciała nicienia trawiąc go. Ze strawionego ciała nicienia wyrastają konidiofory tworzące zarodniki konidialne.
Tworzona przez A. ologodporus pętla grzybni zazwyczaj składa się z trzech komórek, z których wszystkie charakteryzują się energicznymi ruchami cytoplazmatycznymi. Komórki te różnią się od typowych komórek strzępki, ponieważ zawierają organelle zwane ciałkami gęstymi i mają wyjątkową zdolność wychwytywania nicieni. Obserwacje pod mikroskopem elektronowym wykazały, że organelle te zaczęły się rozwijać w początkowych stadiach formowania pułapki, jednak nie występowały w komórkach wegetatywnych, w tym w sąsiadujących z komórką inicjującą pułapkę. Wyrostek strzępki stykający się z końcem pułapki również nie miał gęstych ciał, co wskazuje, że nie była to wyspecjalizowana komórka pułapki. Te gęste ciała były organellami cytozolowymi, które były z natury peroksysomalne, ponieważ nie zawierały aktywnej katalazy i oksydazy d-aminokwasowej. Gęste ciałka wykryto tylko w grzybach drapieżnych chwytających nicienie, ale nie mają ich odżywiające się nicieniami grzyby pasożytnicze, które infekują żywiciela zarodnikami.
Chociaż struktury pułapki mogą pochodzić głównie z grzybni, mogą również tworzyć się z zarodników bezpośrednio po kiełkowaniu bez pośredniej fazy strzępkowej. Struktury te, zwane pułapkami konidialnymi, zostały znalezione w krowim łajnie i w strefie włośnikowej w glebie. Są one zdolne do łapania nicieni tak samo jak pułapki strzępkowe. Przywierają do przechodzącego nicienia i mogą być przez niego unoszone i rozprzestrzeniane w sposób podobny do adhezyjnych konidiów grzybów pasożytniczych. Wytwarzanie pułapek konidialnych może wskazywać na zwiększony potencjał grzyba jako antagonisty nicieni. Pułapki konidialne są również uważane za struktury przetrwania, gdyż mogą przetrwać długie okresy czasu w laboratorium w porównaniu ze zwykłymi strzępkami. Interesujące jest to, że pułapki konidialne A. oligospora nigdy nie zostały wykryte w czystej kulturze bez obecności naturalnych substratów, takich jak łajno czy gleba. Badania nad mechanizmem ich powstawania wykazały, że pożywka uboga w składniki odżywcze jest niezbędna, a gleba ryzosferowa jest bardziej wydajna do tworzenia pułapek konidialnych niż gleba pozbawiona korzeni.

## Rozmieszczenie geograficzne i siedlisko życia
Arthrobotrys oligosporus jest najczęściej występującym grzybem drapieżnym z grupy grzybów nematofagicznych (grzyby odżywiające się nicieniami). Został odnotowany w Azji, Afryce, Ameryce Północnej i Południowej oraz Australazji. Może rosnąć w wielu środowiskach, w tym w prawie wszystkich typach naturalnej gleby, odchodach zwierząt, wodach powierzchniowych i silnie zanieczyszczonych podłożach. Jego szerokie rozpowszechnienie wskazuje na jego ogromną zdolność do adaptacji i wzrostu w zróżnicowanych warunkach środowiskowych.
A. oligosporus występuje głównie w górnej 30-centymetrowej warstwie gleby, poniżej 40 cm jest rzadki. Spotykany jest głównie w ryzosferze korzeni, co wynika ze znacznie większego zagęszczenia nicieni (np. w ryzosferze grochu jest ich 6–290 razy więcej, niż poza nią). Zaobserwowano, że A. oligosporus rozwija się także między- i wewnątrzkomórkowo w korzeniach jęczmienia i pomidora, kolonizując obszary naskórka i kory, ale nigdy nie penetruje tkanek naczyniowych korzeni roślin.
Odżywia się nie tylko nicieniami. Ma duże zdolności saprotroficzne i jest pospolitym grzybem koprofilnym. Znajdywany jest w odchodach wielu zwierząt, gdzie również łowi nicienie. Do odchodów trafiają jego zarodniki albo przenoszone przez prądy powietrzne, albo przez bezkręgowce glebowe, takie jak roztocze. Jest również możliwe, że grzyby łapiące nicienie w górnych warstwach gleby i liści mogą wrastać do łajna spod spodu.
Jest także grzybem wodnym. Wielokrotnie znajdywany był w różnego rodzaju wodach słodkich, a także w wodzie morskiej.
A. oligosporus został wyizolowany również w środowiskach skażonych, w tym z kopalniach zanieczyszczonych metalami ciężkimi oraz glebach opryskiwanych fungicydami i nematocydami. W kopalni ołowiu w prowincji Yunnan, gdzie stężenie ołowiu wahało się od 132 do 13 380 mg/kg, A. oligosporus jest najczęściej izolowanym grzybem łapiącym nicienie. Szczepy tego gatunku wyizolowane z gleby zanieczyszczonej ołowiem wykazywały większą tolerancję na ołów niż te z gleby wolnej od ołowiu, co dowodzi ich silnego potencjału adaptacyjnego. Ocena wrażliwości A. oligospora na fungicydy i nematocydy często stosowane do zwalczania patogenów roślin i nicieni w glebie wykazała, że A. oligosporus był najbardziej odpornym grzybem łapiącym nicienie.

## Znaczenie
Arthrobotrys oligospora był pierwszym opisanym grzybem drapieżnym. W 1933 r. Dreschler opracował metodę jego hodowli w laboratorium. Badania tego grzyba okazały się bardzo przydatne w zrozumieniu związku między grzybami nicieniowymi a ich żywicielami. Gatunek ten może mieć duże znaczenie w biologicznym zwalczaniu nicieni, które są groźnymi szkodnikami wielu roślin rolniczych. Indukuje także reakcje obronne roślin, nie szkodząc ich rozwojowi. Wywołana przez niego reakcja obronna może uczynić rośliny bardziej odpornymi na pasożytnicze nicienie roślin i inne patogeny. Używany jest także do oceny zagęszczenia nicieni w glebie; zaobserwowano, że zwiększona ilość nicieni skutkuje także zgęszczeniem grzybni gatunków z rodzaju Arthrobotrys w glebie.